# Ewa Drescher-Krasicka
Ewa Drescher-Krasicka z domu Białous (ur. 24 grudnia 1939 w Horodence, zm. 16 grudnia 1998 w Bonn) – polska poetka, fizyk i naukowiec.

## Życiorys
Była córką Franciszka (1901–1980) i Marii Sanetra (1910–1994). Była uczennicą pierwszego szczecińskiego gimnazjum Janiny Szczerskiej, a w ostatnim roku przed maturą, którą uzyskała w 1956, przeniosła się do II Liceum Ogólnokształcącego im. Mieszka I w Szczecinie. Studia fizyki doświadczalnej w Uniwersytecie Wrocławskim ukończyła w 1961.
Przez rok była asystentem w Zakładzie Fizyki Wyższej Szkoły Rolniczej we Wrocławiu. Od 1962  była powiązana z  Instytutem Podstawowych Problemów Techniki Polskiej Akademii Nauk w Warszawie, gdzie pracowała w Zakładzie Akustyki Fizycznej. Była miłośniczką gór i uprawiała taternictwo. W 1968 otrzymała stopień doktora na podstawie pracy Eksperymentalna analiza dynamicznego zniszczenia elementów o złożonym kształcie (promotor: prof. Wojciech Szczepiński). W roku 1980  wyjechała do Stanów Zjednoczonych, gdzie kontynuowała pracę naukową.
Przewieziona do Niemiec dla leczenia choroby nowotworowej zmarła w 1998 w szpitalu w Bonn. Została pochowana na cmentarzu Centralnym w Szczecinie w grobowcu rodzinnym (kwatera 4B, rząd 12, grób 5).

### Działalność naukowa
Zajmowała się ultradźwiękowymi metodami badania własności wytrzymałości materiałów. Po przyjeździe do Stanów Zjednoczonych była pracownikiem naukowym przez pięć lat w Johns Hopkins University w Baltimore (Maryland), później w  National Institute of Standards and Technology w Gaithersburg (Maryland) koło Waszyngtonu. Współpracowała z brytyjskim Uniwersytetem Cambridge. Kontynuowała zainteresowania metodami ultradźwiękowymi. Była autorką ponad 50 artykułów naukowych, w tym publikacji w czasopiśmie „Nature”. Była także autorką trzech patentów amerykańskich przydatnych do kontroli jakości mikroprocesorów. W 1997 przedstawiła trzy publikacje na międzynarodowej konferencji technologii kompozytów na Hawajach, której była współorganizatorką. Była członkiem amerykańskiego Towarzystwa Badań Naukowych Sigma Xi.

### Twórczość literacka
Jako pisarka i poetka debiutowała w 1957 w prasie wrocławskiej, także pisząc teksty dla studenckiego Teatru Kalambur we Wrocławiu.  W 1961 telewizja katowicka przedstawiła jej jednoaktówkę Blaszany kot. W 1970 Radio Szczecin nadało audycję jej autorstwa „Poezja o lesie”. Pisała teksty i liczne wiersze o tematyce górskiej.  W latach 1978 i 1979 korespondowała z tłumaczem Karlem Dedeciusem – jej listy są przechowywane w archiwach Uniwersytetu we Frankurcie nad Odrą. Była autorką dwóch tomów poezji i jednej powieści oraz licznych wierszy drukowanych w periodykach i antologiach.  Jednym z tematów było macierzyństwo. Jej wiersze są nadal publikowane i w 2007 zostały wybrane do antologii Tatry i poeci. Przełożyła na język angielski wiersze Anny Świrszczyńskiej. Piotr Kuncewicz określił ją jako poetkę „sławnego pokolenia” lat 60. XX wieku.

### Życie prywatne
Zawarła związki małżeńskie z Andrzejem Drescherem, Maciejem Krasickim (1940-1999) i Charlesem Williamsem. Dwa pierwsze zakończyły się rozwodami, a trzeci separacją. Z pierwszego małżeństwa miała syna Patryka i wnuczkę Sabrinę. Do sygnowania publikacji używała nazwisk Białous, Białous-Drescher i Drescher-Krasicka.

## Upamiętnienie
Kondolencje synowi Patrykowi złożył pisemnie 20 stycznia 1999 prezydent Stanów Zjednoczonych Bill Clinton. W lipcu 2015 doroczne spotkanie mieszkańców i przyjaciół ulicy Marii Skłodowskiej-Curie w Szczecinie było poświęcone dawnej mieszkance –  Ewie Drescher-Krasickiej i jej twórczości.